# Берсенева, Елена Анатольевна
Елена Анатольевна Береснева (род. 19 сентября 1980) — бывшая российская профессиональная баскетболистка, ныне — тренер.

## Карьера
Выступала на позиции разыгрывающей. Свою карьеру начинала в УГМК. Вместе с «лисицами» становилась чемпионкой России. В 2003 году с командой одержала победу в Евролиге. После ухода из УГМК много лет играла за оренбургскую «Надежду». Завершала свою профессиональную карьеру Береснева в «Энергии» из Иванова.
Закончила Оренбургский государственный педагогический университет. Работала тренером-преподавателем ДЮСШ «Энергия» (Среднеуральск). В настоящий момент Елена Береснева является тренером в Областной спортивной школе олимпийского резерва Тюмени и преподавателем кафедры физического воспитания Тюменского индустриального университета. С 2016 года она руководит мужской командой «Гвардия-ТИУ», которая выступает в Ассоциации студенческого баскетбола.
В 2020 году Международная федерация баскетбола включила Бересневу в пятерку лучших плеймейкеров в истории Кубка Европы ФИБА. Всего Берсенева провела в международном турнире 56 матчей, в которых сделала 283 результативные передачи.

## Достижения

### Международные
- Чемпионка Евролиги (1): 2003.
- Финалист Кубка Европы ФИБА (1): 2010.

### Национальные
- Чемпионка России (1): 2002/2003.
- Серебряный призёр чемпионата России (1): 2000/2001.
- Бронзовый призер чемпионата России (1): 2010/2011.
- Победитель регулярного чемпионата баскетбольной Суперлиги (1): 2002.
- Серебряный призер регулярного чемпионата баскетбольной Суперлиги (1): 2001.
- Финалист Кубка России (1): 2010/2011.
- Бронзовый призер Кубка России (1): 2009/2010.